# Falácia do termo médio não distribuído
A falácia do termo médio não distribuído é uma falácia formal cometida quando o termo médio das premissas de um silogismo categórico não é distribuído na premissa menor nem na premissa maior. Entende-se como um termo não distribuído quando há elementos de sua classe que não são afetados pela proposição. Essa falácia possui caráter silogístico.

## Formulação Clássica
Nos silogismos clássicos, todas as proposições consistem em dois termos. Cada proposição, por sua vez, possui uma das quatro possíveis distribuições de termos. São elas das formas: "A" (todo), "E" (nenhum), "I" (algum) ou "O" (algum não). O primeiro termo é distribuído nas sentenças da forma A; o segundo termo é distribuído nas sentenças da forma O; ambos são distribuídos nas sentenças da forma E; e nenhum dos termos é distribuído em sentenças da forma I.
A falácia do termo médio não distribuído ocorre quando o termo que liga as duas premissas não abrange toda a classe a qual pertence.
Neste exemplo, a distribuição está em negrito:
1. Todo Z é B
2. Todo y é B
3. Portanto, todo y é Z

B é o termo comum entre as duas premissas (o termo médio), mas em nenhum momento ele é distribuído, portanto, esse silogismo é inválido.
Outra regra da lógica pertinente ao assunto enuncia que todo termo distribuído na conclusão deve ser distribuído em ao menos uma das premissas.
1. Todo Z é B
2. Algum Y é Z
3. Portanto, todo Y é B

O termo médio – Z – é distribuído, porém, Y é distribuído na conclusão e não em uma premissa. Por esse motivo tal silogismo é inválido.

## Padrão
A falácia do termo médio não distribuído possui a seguinte forma:
1. Todo Z é B
2. Y é B
3. Portanto, Y é Z

Nesse argumento, B é o termo médio e não é distribuído na premissa maior "Todo Z é B".
Pode ser ou pode não ser o caso de que "Todo Z é B", mas isso é irrelevante para a conclusão. O que é relevante é quando pode-se afirmar que "Todo B é Z", situação desconsiderada no argumento. Essa falácia é semelhante a afirmar o consequente e negar o antecedente. Entretanto, ela pode ser corrigida com a troca dos termos na conclusão ou na primeira co-premissa. É bem verdade que na perspectiva da Lógica de primeira ordem, todos os casos de falácia do termo médio não distribuído são, de fato, exemplos de afirmação do consequente ou negação do antecedente, dependendo da estrutura do argumento falacioso.

## Exemplos
Por exemplo:
| 1. Todos os estudantes carregam mochilas. 2. Meu avô carrega uma mochila. 3. Portanto, meu avô é um estudante. | 1. Todos os estudantes carregam mochilas. 2. Meu avô carrega uma mochila. 3. Toda pessoa que carrega uma mochila é um estudante. 4. Portanto, meu avô é um estudante. |

O termo médio é aquele que aparece em ambas premissas – nesse caso, é a classe dos carregadores de mochila. Não está distribuído porque nenhum de seus usos aplica-se a todos os carregadores de mochila. Portanto, não pode ser usado para interligar "estudantes" e "meu avô" – ambos poderiam ser divisões separadas e desconectadas da classe dos carregadores de mochila. Perceba abaixo como "carrega uma mochila" é de fato não distribuído:
avô é alguém que carrega uma mochila; estudante é alguém que carrega uma mochila
A estrutura desse exemplo resulta especificamente em afirmar o consequente.
No entanto, se as duas últimas proposições fossem trocadas, o silogismo se tornaria válido:
1. Todos os estudantes carregam mochilas.
2. Meu avô é um estudante.
3. Portanto, meu avô carrega uma mochila.

Nesse caso, o termo médio é a classe dos estudantes e seu primeiro uso refere-se claramente a "todos os estudantes". Dessa maneira, esse termo é distribuído por toda sua classe e pode, portanto, ser usado para interligar os outros dois termos (carregadores de mochila e meu avô). Novamente, note que "estudante" é distribuído:
avô é um estudante e, portanto, carrega uma mochila

### Outros exemplos
- Todos os russos eram revolucionários e todos os anarquistas eram revolucionários, portanto, todos os anarquistas eram russos.

O termo médio é ‘revolucionário’. Embora ambos, russos e anarquistas, partilhem a propriedade comum de ser revolucionário, eles podem ser grupos separados de revolucionários, e por isso não podemos concluir que os anarquistas são de outra maneira o mesmo que os russos de forma alguma.
- Todos os invasores são baleados. Alguém foi baleado. Por isso, esse alguém era um invasor.

O termo médio é ‘baleado’. Enquanto ‘alguém’ e ‘invasores’ podem compartilhar a propriedade de ser baleado, não se segue que a pessoa em questão era um invasor, ele pode ter sido vítima de um assalto.